# Doornburgh (Maarssen)
Doornburgh is een aan de rivier de Vecht gelegen 17e-eeuwse buitenplaats in het dorp Maarssen. Het huis is tezamen met onder meer het eromheen gelegen park, de toegangshekken, een timmermanswoning, een koetshuis en een ijskelder erkend als rijksmonument. Sinds 2017 wordt Doornburgh getransformeerd tot buitenplaats voor kunst en wetenschap.

## Geschiedenis

### Hoofdhuis en aanleg park
De Amsterdamse koopman Jan Claesz. Vlooswijck kocht in 1623 het stuk grond waarop Doornburgh gebouwd zou worden, waarna Hendrick de Beijer de nieuwe eigenaar werd die het in 1653 weer doorverkocht aan Pieter Brugman inclusief een er op aanwezige hofstede. Toen Johan van Eegeren het twee jaar later overnam was er inmiddels sprake van een buitenplaats.
De Utrechtse domheer Willem van Zon kreeg het in 1684 in zijn bezit. Vermoedelijk liet hij het huis grootschalig verbouwen. Na het overlijden van Van Zon nam Abraham van Romswinckel het in 1718 over. Deze verkocht het weer aan twee Portugees-Joodse families. Het zeer bijzondere smeedijzeren hekwerk aan de Vechtzijde dateert uit deze periode en werd vermoedelijk in 1725 door Jacobus de Chaves aangebracht. Jan Elias Huydecoper kocht het landhuis in 1772 waarna het tot 1912 binnen de familie Huydecoper van Maarseveen zou blijven. De aangrenzende buitenplaats Goudestein was in deze periode ook hun bezit. De gronden van Doornburgh werden uitgebreid en begin 19e eeuw voorzag de landschapsarchitect J.D. Zocher het van een bos en park. De volgende eigenaar, Jan Pieter van Voorst van Beest die gehuwd was met Emilie Sophie Baronesse van Heeckeren, besloot tot een grootschalige restauratie. Daarbij werd onder meer de entree gewijzigd en voorzien van een begin-18e-eeuwse Groningse ingangspartij. De plafondschildering op doek, aangebracht na 1920, is van de hand van Jan Abel Wassenbergh. Van Voorst van Beest gaf het huis een bestemming als museum. In 1957 verkocht hij het aan de Reguliere Kanunnikessen van het Heilig Graf. Oorspronkelijk stond op Doornburgh een theekoepel. In de tweede helft van de 20e eeuw is die verplaatst naar het nabijgelegen Bolenstein.

### Priorij Emmaus
In opdracht van de Reguliere Kanunnikessen van het Heilig Graf is in 1966 een priorij gebouwd op de buitenplaats, Priorij Emmaus, naar een ontwerp van de architect Jan de Jong. Het gebouw heeft de kenmerkende stijl van de Bossche School. Dit nieuwe klooster werd in 1966 ingewijd door kardinaal Alfrink.  Het 17e-eeuwse buitenhuis Doornburgh werd sindsdien gebruikt als gastenhuis. In 1975 werd een wandsculptuur van René van Seumeren geplaatst. Het klooster, dat al op de gemeentelijke monumentenlijst van de voormalige gemeente Maarssen stond, is in 2013 geplaatst op de top-90 van het Beschermingsprogramma Wederopbouw 1959-1965. Het werd vervolgens in 2016 opgenomen in het register van rijksmonumenten waarin de oudere gebouwen van de buitenplaats al eerder een plek vonden.

## Buitenplaats voor kunst en wetenschap
Sinds 2017 is de gehele buitenplaats eigendom van de organisatie MeyerBergman Erfgoed Groep, dat het transformeert tot buitenplaats voor kunst en wetenschap. In de priorij worden tentoonstellingen, voorstellingen en lezingen georganiseerd rondom de thema's kunst en wetenschap. Een aantal van de zusterverblijven wordt getransformeerd tot artist in residence- en scientist in residence-faciliteiten. Het park is sinds 2018 voor publiek toegankelijk. Vanaf 2018 is er ook een restaurant gevestigd in de priorij.

## Galerij

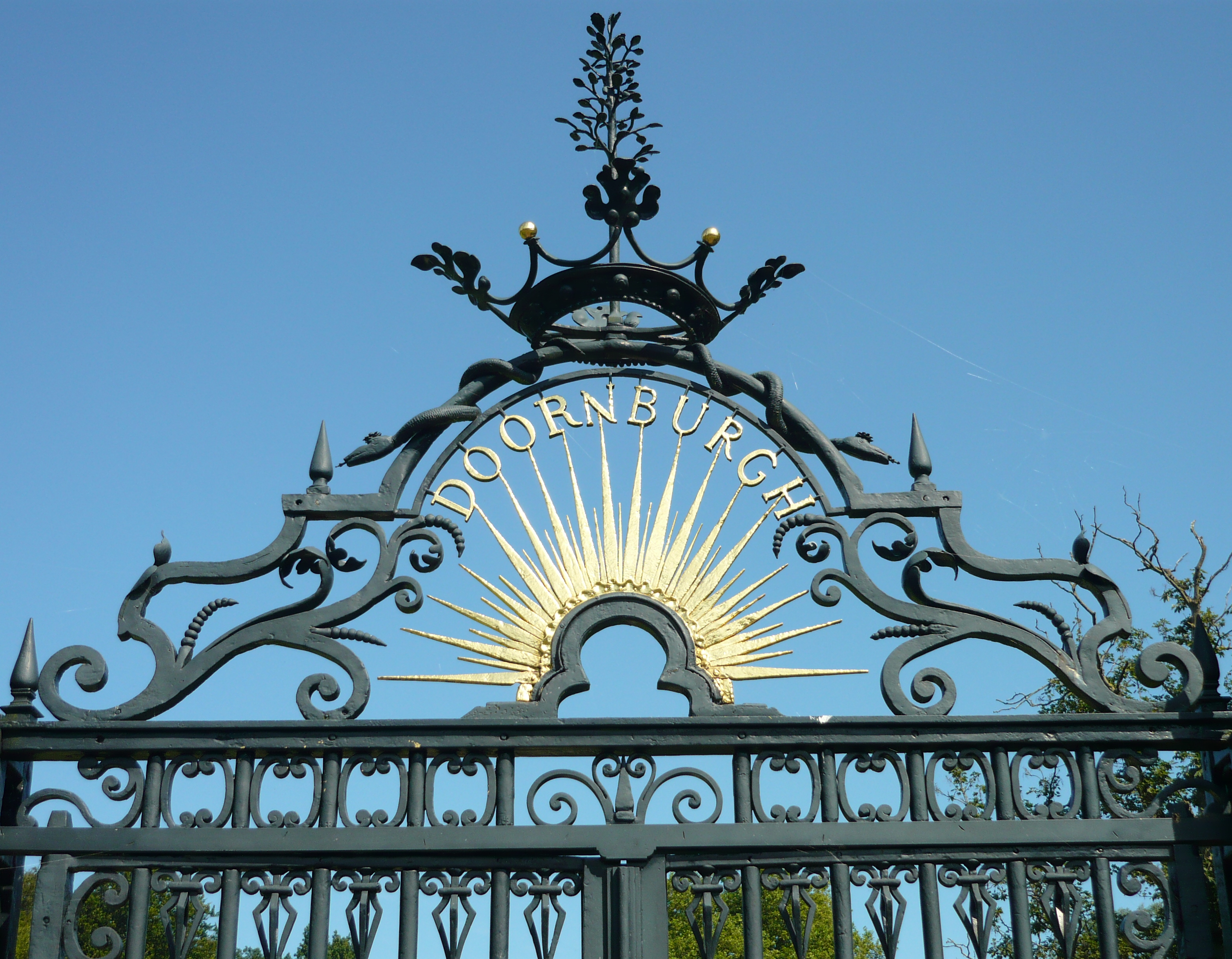
Detail hekwerk aan de Vecht
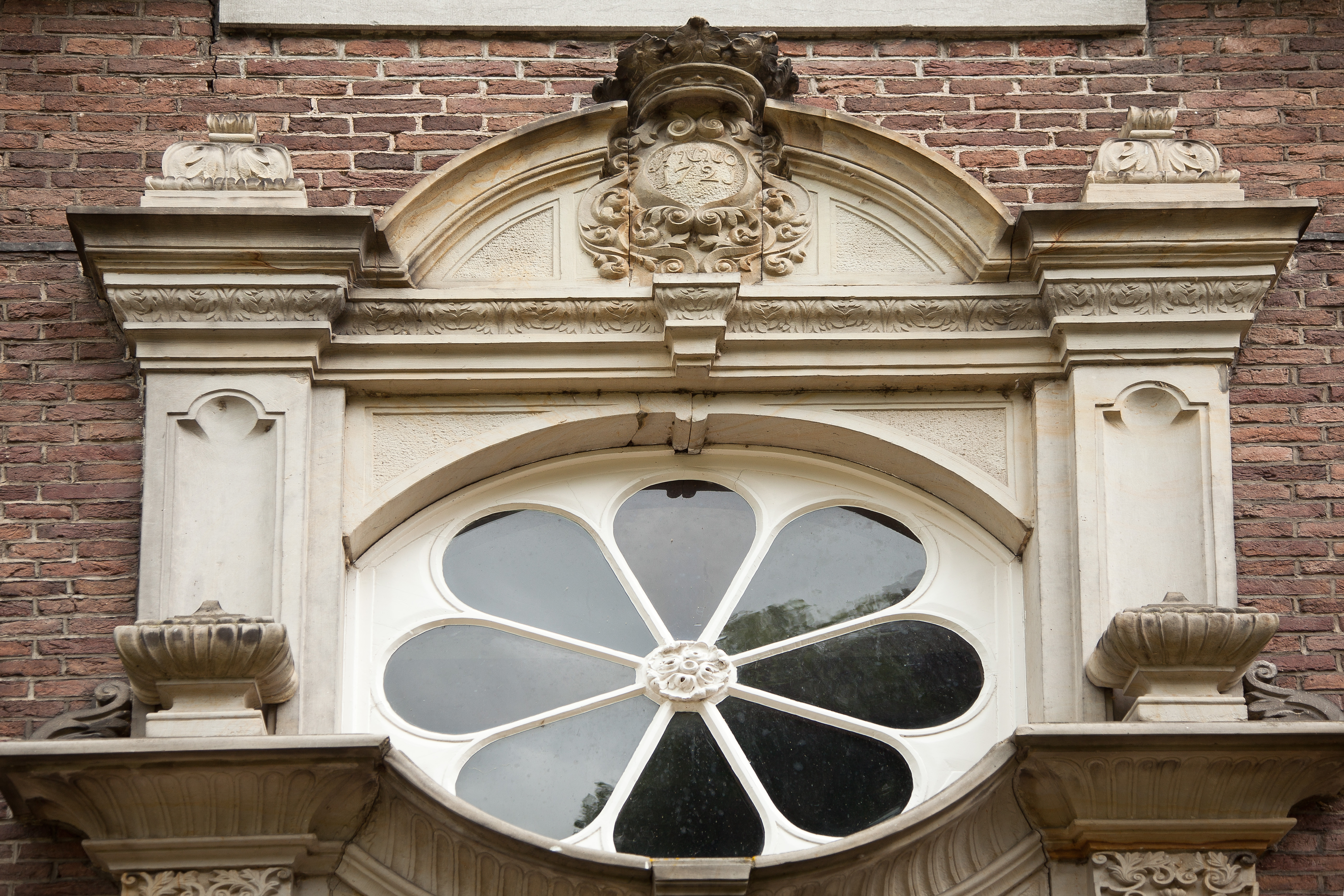
Detail ingangspartij
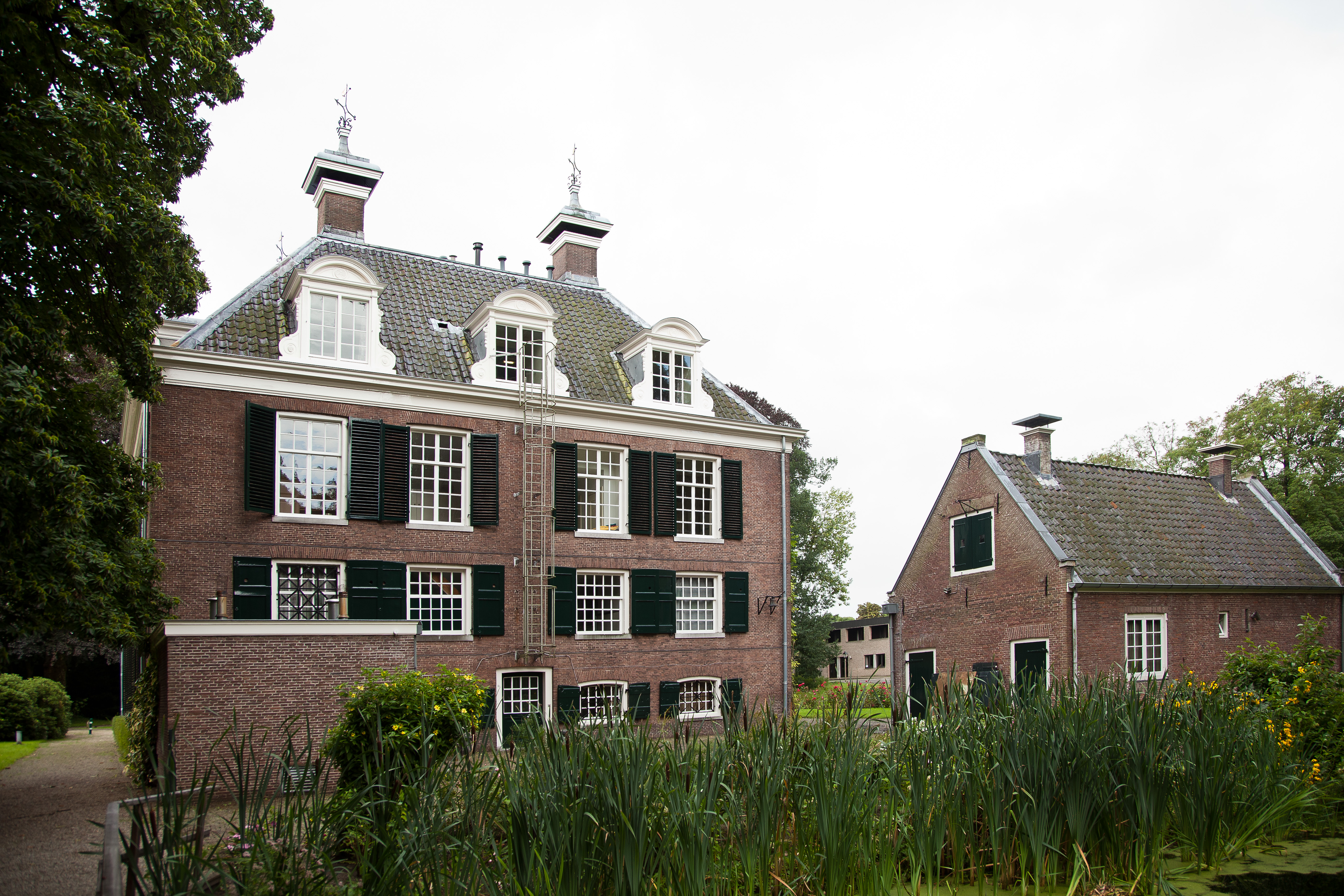
Achterzijde van het landhuis met rechts de timmersmanswoning
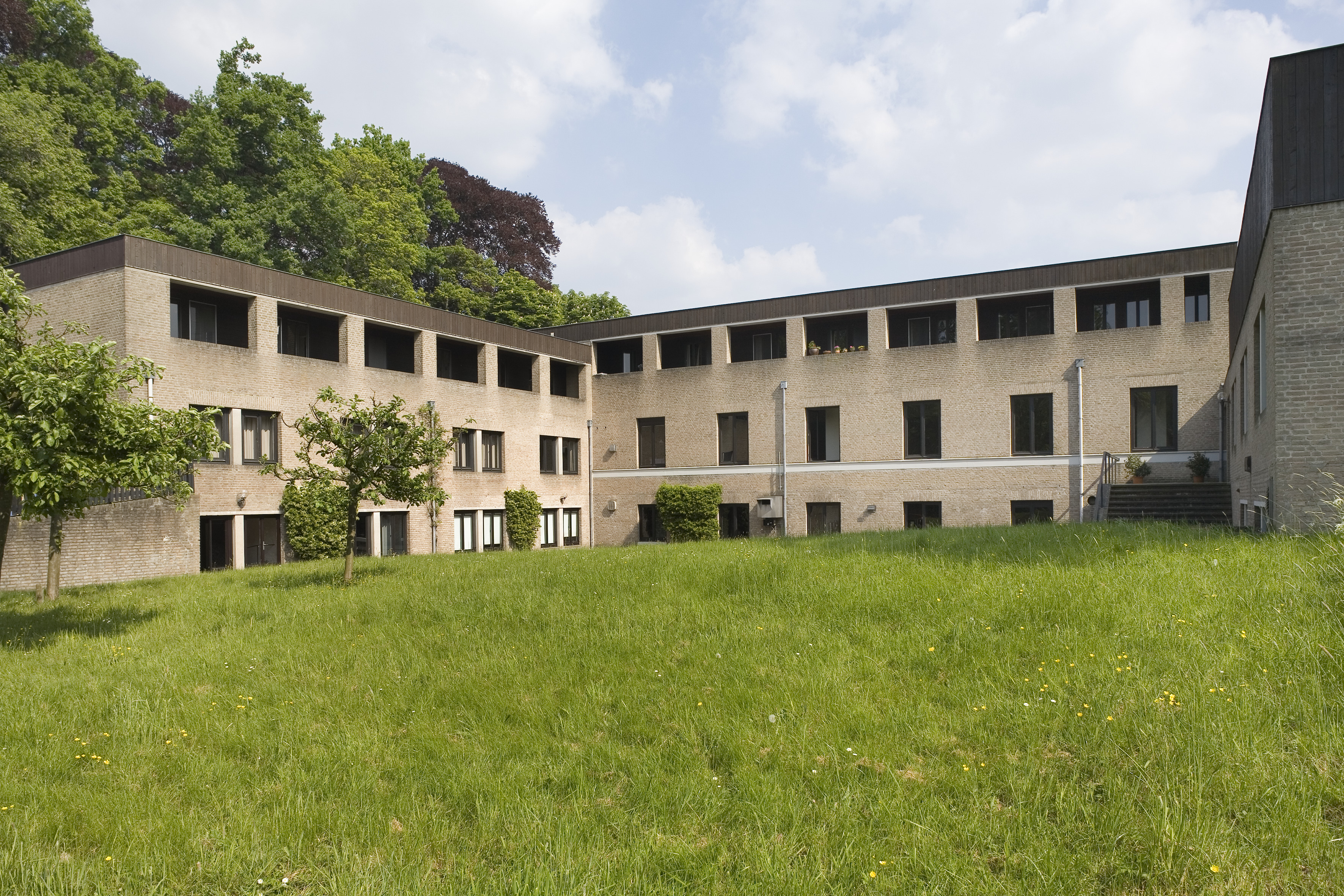
Het kloostergebouw uit 1966
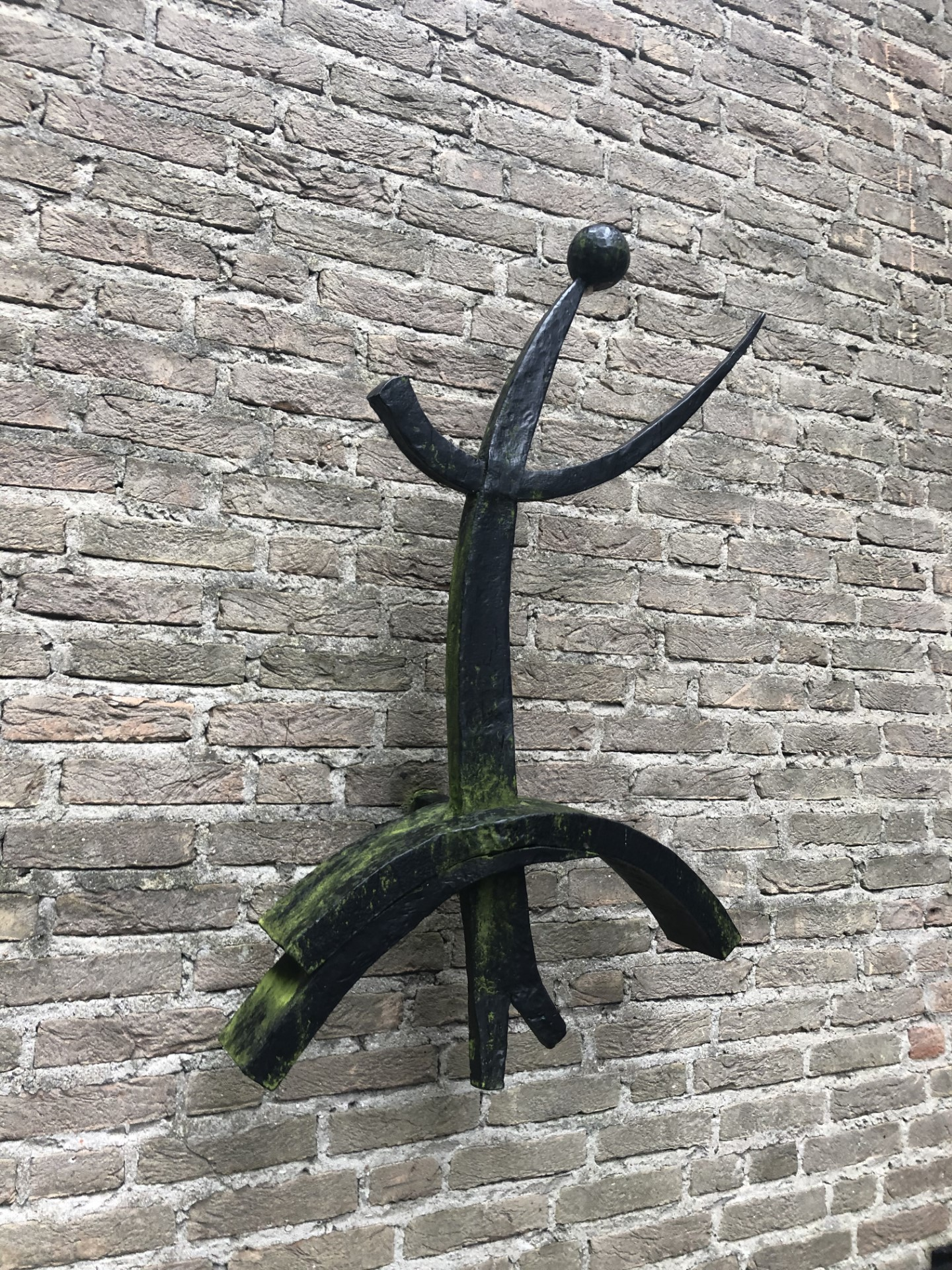
Wandsculptuur 'Verrijzende Christus' door René van Seumeren